# 红光办事处
红光办事处又称红光渔业办事处，是中华人民共和国山東省东营市垦利区下辖的一个类似乡级单位，亦是垦利区代表性的小渔村。位于永丰河和小岛河河畔，紧靠渤海湾，管辖三个村庄。当地村民以捕鱼和海水养殖为业。

## 行政区划
红光办事处下辖以下地区：
老十五村、红光新村和渔村。